# 逆ソープ天国
逆ソープ天国（ぎゃくソープてんごく）は、アダルトメーカーのジャパンホームビデオから1989年から2007年までリリースされていた日本のアダルトビデオシリーズ。

## 概要
女性が男性客に奉仕するソープランドとは逆に男性が女性客に奉仕するという内容。

## シリーズ作品
- 逆ソープ天国（1989年7月25日）庄司みゆき
- 逆ソープ天国2（1989年9月25日）美穂由紀
- 逆ソープ天国3（1989年12月5日）工藤ひとみ
- 逆ソープ天国4（1990年1月25日）日向まこ
- 逆ソープ天国5（1990年4月5日）林由美香
- 逆ソープ天国6（1990年6月5日）小沢奈美
- 逆ソープ天国7（1990年8月10日）樹まり子
- 逆ソープ天国8（1990年10月5日）沢木まりえ
- 逆ソープ天国（1990年11月9日）浅井理恵
- 逆ソープ天国（1990年12月7日）山下麻衣
- 逆ソープ天国（1991年1月11日）神崎美穂
- 逆ソープ天国（1991年2月1日）森山愛里
- 逆ソープ天国（1991年4月12日）早紀麻未
- 逆ソープ天国（1991年5月17日）森川いづみ
- 逆ソープ天国（1991年7月5日）吉川りりあ
- 逆ソープ天国（1991年7月26日）上村けい
- 逆ソープ天国（1991年8月9日）弓月薫
- 逆ソープ天国（1991年9月13日）新井沙也加
- 逆ソープ天国（1996年10月18日）麻生早苗
- 逆ソープ天国（1996年12月27日）川浜なつみ
- 逆ソープ天国（1997年2月28日）小室りりか
- 逆ソープ天国（1997年3月21日）持田薫
- 逆ソープ天国（1997年5月30日）加納瑞穂
- 逆ソープ天国（1997年8月22日）瞳リョウ
- 逆ソープ天国　番外編（1997年9月23日）細川百合子
- 逆ソープ天国（1997年10月24日）七瀬あゆみ
- 逆ソープ天国 （1998年1月30日）篠原真女
- 逆ソープ天国（1998年3月24日）小室友里
- 逆ソープ天国（1998年5月29日）望月ねね
- 逆ソープ天国（1998年7月17日）若菜瀬奈
- 逆ソープ天国（1998年9月11日）椎名舞
- 逆ソープ天国（1998年10月23日）藤崎みなみ
- 逆ソープ天国（1998年12月25日）山咲あかり
- 逆ソープ天国（1999年4月30日）山口ナオミ
- 逆ソープ天国（1999年7月23日）雛乃つばめ
- 逆ソープ天国（1999年8月20日）小沢まどか
- 逆ソープ天国（1999年9月24日）桜井風花
- 逆ソープ天国（1999年12月21日）金沢文子
- 逆ソープ天国（2000年2月18日）宝生奈々
- 逆ソープ天国（2000年3月31日）川村理沙
- 逆ソープ天国（2000年4月25日）鈴木麻奈美
- 逆ソープ天国（2000年6月23日）深田美穂
- 逆ソープ天国（2000年7月25日）琴野まゆ
- 逆ソープ天国（2000年10月27日）宮澤ゆうな
- 逆ソープ天国（2001年1月19日）三宮里緒
- 逆ソープ天国（2001年3月23日）北村うるか
- 逆ソープ天国（2001年4月20日）鮎川あみ
- 逆ソープ天国（2001年7月20日）高嶋陽子
- 逆ソープ天国（2001年11月30日）夢野まりあ
- 逆ソープ天国（2002年1月22日）上村ひな
- 逆ソープ天国（2002年2月22日）大浦あんな
- 逆ソープ天国（2002年3月22日）黒沢愛
- 逆ソープ天国（2002年5月24日）大空あすか
- 逆ソープ天国（2002年7月26日）水野はるき
- 逆ソープ天国（2002年12月20日）神谷沙織
- 逆ソープ天国（2003年8月22日）蒼井そら
- 逆ソープ天国（2004年2月27日）松島かえで
- 逆ソープ天国（2004年3月19日）小沢菜穂
- 逆ソープ天国（2004年9月30日）小沢なつき
- 逆ソープ天国（2004年11月26日）吉沢明歩
- 逆ソープ天国（2004年12月31日）安西美穂
- 逆ソープ天国（2005年2月18日）麻生まりも
- 逆ソープ天国（2005年6月24日）萩原舞
- 逆ソープ天国（2005年12月30日）篠原もえ
- 逆ソープ天国（2006年1月27日）麻美ゆま
- 逆ソープ天国（2006年2月24日）天海麗
- 逆ソープ天国（2006年9月22日）黒木なほ
- 逆ソープ天国（2007年10月12日）ほしのみゆ